# Primo Casale
Primo Casale (* 6. Januar 1904 in Verrua Po; † 6. August 1981 in Caracas) war ein venezolanischer Geiger, Dirigent, Komponist und Musikpädagoge italienischer Herkunft.

## Leben
Casale wurde in der Lombardei geboren. Er studierte am Conservatorio Giuseppe Verdi und wurde Geiger im Orchester der Mailänder Scala. Als Dirigent eines eigenen Kammerorchesters tourte er durch Italien und Deutschland. 1948 wanderte er nach Venezuela aus und wurde Lehrer für Harmonielehre an der Escuela Superior de Música José Ángel Lamas in Caracas. Daneben unterrichtete er Kontrapunkt und Komposition am Conservatorio Juan José Landaeta. Zu seinen Schülern zählten Komponisten und Dirigenten wie Alfredo del Mónaco, Federico Ruiz, María Guinand und Carmen Helena Téllez.
1949 gründete er die Oper von Caracas, deren Direktor er wurde. Unter anderem dirigierte er dort die erste venezolanische Oper, José Angel Monteros Virginia. Als Komponist trat er vor allem mit kammermusikalischen Werken und Vokalmusik hervor. 1957 und 1964 erhielt er den Nationalpreis für Komposition.

## Werke
- La Perla für Stimme und Klavier
- La Domenica für Stimme und Klavier
- 1ª Sonata für Violine und Klavier
- Il Canto del Creposcolo für Klavier, Celesta, zwei Violinen, Viola, Cello und Kontrabass
- Cuentos del Abuelo für Blechbläserquintett
- Sonata in Do für Cello und Klavier
- Tres Movimientos Corales für vierstimmigen Chor
- Motteto nfür vier Männerstimme
- Ninna Nanna für Orchester
- Cinque für Holzbläserquintett
- Sonata für Violine und Klavier
- Sonata Concertante für Violine, Viola, Cello und Klavier
- Cuatro Invenciones für Orchester
- Nocturno für Cello und Klavier
- Serenatela für vier Celli
- Serenatela für Cello und Klavier
- Italia für Cello und Klavier